# Turnera whitei
Turnera whitei är en passionsblomsväxtart som beskrevs av Henry Hurd Rusby. Turnera whitei ingår i släktet Turnera och familjen passionsblomsväxter. Inga underarter finns listade i Catalogue of Life.